# Herman Claudius van Riemsdijk
Herman Claudius van Riemsdijk est un joueur d'échecs brésilien né le 26 août 1948 à Tiel aux Pays-Bas. Maître international depuis 1978, il a remporté trois championnats du Brésil, un championnat panaméricain et un tournoi zonal (championnat d'Amérique du Sud).
Au 1er mars 2019, il est le 59e joueur brésilien avec un classement Elo de 2 225 points.

## Biographie et carrière
Van Riemsdijk a remporté le championnat du Brésil d'échecs en 1970 (8 points sur 11), 1973 (13 points sur 18) et 1988 (après départage).
En 1977, il remporta le championnat panaméricain d'échecs à Santa Cruz de la Sierra en Bolivie. En 1978, il finit deuxième ex æquo du tournoi zonal pour l'Amérique du Sud et se qualifia pour le tournoi interzonal de Riga en 1979 où il marqua 5,5 points sur 17.
En 1989, Van Riemsdijk remporta le tournoi zonal, ex æquo avec Sunye Neto.  Lors du tournoi interzonal de Manille en 1990, il marqua 5 points sur 12.
Van Riemsdijk a représenté le Brésil lors de 11 olympiades de 1972 à 1998, jouant au deuxième échiquier en 1998.

## Publication
En 1997, Van Riemdijk a publié en anglais The Final Countdown (pt), un livre sur les finales de pions.